# Willi Schulz
Wilhelm Schulz (Bochum, 4 de outubro de 1938) é um ex-futebolista alemão que atuava como defensor.

## Carreira
Willi Schulz fez parte do elenco da Seleção Alemã na Copa do Mundo de 1962, 1966 e 1970. 